# 한국기술교육대학교
한국기술교육대학교(韓國技術敎育大學校, Korea University of Technology and Education)는 대한민국 충청남도 천안시의 사립(국책)대학이다.
직업 훈련과 기술 교육 인력 양성을 위해 대한민국 노동부에서 설립한 대학으로, 2023년 현재 대한민국 고용노동부 산하 기타공공기관으로 지정되어 있다. 국문 약칭으로는 한기대(韓技大)를, 영문 약칭으로 KUT와 KOREA TECH 등을 사용한다.

## 역사

### 설립 배경
1980년대 초, 직업훈련교사 수요와 기술인재에 대한 요구가 높아지면서 정부에서 직훈교사양성을 위한 기관 설립을 추진한다. 1982년 국립중앙훈련원의 직훈교사 양성과정이 폐지되자 노동부에서 4년제 대학 형태의 한국산업기술대학 설립을 준비한다. 그러나 정부 방침이 과학 영재 육성을 목표로 변경되어 과학기술부로 소관이 이전되었고, 직훈교사기관 설립안은 폐지된다. 1987년에 다시 창원에 별도로 직훈교사 양성을 위한 대학교를 신설하기로 결정하였고 법인을 설립하여 노동부에 의한 전액 정부 출자 구조로 학교를 운영하는 사립대학으로 운영하기로 하였다. 하지만 창원에는 이미 직훈교사 양성기관이 있었고 창원에 위치한 대학교의 반발로 인해 지금의 제 1캠퍼스가 자리한 충남 천안으로 위치를 변경하였다. 또한 예산이 삭감된 관계로 학교 설립을 위한 기반 시설을 확충하는 것이 지연되어 개교가 늦어지게 되었다. 1991년 11월 교육부에서 한국산업기술대학의 설립이 인가되었다. 개교 당시 학과는 산업기계공학과 등 8개였으며, 12월에 제1회 신입생 240명이 입학하였다. 같은 시기에 산업자원부에서 산업기술대학이라는 이름으로 대학 설립을 준비하고 있었기 때문에 1992년 3월 한국기술교육대학으로 교명을 바꿔 개교하게 된다.

### 설립 이후
1995년 5월 한국기술교육대학교로 교명을 변경하고 이듬해인 1996년 2월 제1회 학위수여식을 거행했다. 3월에 제2대 권원기 총장이 선임되었으며 학과당 입학정원은 30명에서 40명으로 증원하였고 9월에 산학협동연구센터를 설치했다. 1997년 3월 기계공학과 및 전기·전자공학과 대학원 석사과정을 신설하고 통상산업부 지원으로 '반도체장비기술교육센터'를 세웠다. 5월에 대강당을 준공하고 9월에는 다산정보관(도서관) 개관했으며, 기계금형, 컴퓨터, 건축, 금속·재료, 응용화학 5개의 공학과를 신설했다. 1998년 9월 능력개발교육원을 개원했다. 1999년 3월 학교법인 한국기술교육대학교로 법인 명칭을 변경하고 학과당 입학정원을 40명에서 45명으로 증원했다. 또한 산업경영학부(기술경영·인력경영 전공)를 신설(90명)하고 어학교육센터를 운영했다. 4월에는 인력 기술·경영연구소 설치했으며, 9월에는 중소기업청 지정 창업보육센터 설치 및 운영하고 12월에 개소했다.
2000년 3월에는 권원기 총장이 제 3대 총장으로 재선임되었으며, 4개 계열 1개 학부에서 5개학부 5개학과로 학부 및 학과를 변경했다. 2001년 3월 멀티미디어 및 e-Business 전공을 신설(135명)하고 대학원 3개학과를 신설(건축공학과, 신소재공학과, 응용화학공학과) 했다. 2002년 3월 제 4대 문형남 총장이 취임했으며 인터넷소프트웨어공학 전공(45명), 인터넷미디어공학부(분리), 정보보호공학 전공(45명)을 신설했다. 또한 일반대학원 석사과정(30명) 증원하고 테크노인력개발대학원(석사과정 30명), 산업대학원(석사과정 30명)을 신설했다. 2004년 3월에는 기계정보공학부 IT응용전공(45명)을 신설했다. 2006년 3월 정병석 박사가 제5대 총장 취임하였으며 대학은 6학부(18전공), 3학과 대학원은 3대학원, 15학과가 된다. 9월에는 '산학협력' 특화에 초점을 둔 두정동 제2캠퍼스를 개원했다. 2007년 3월 「KUT · 삼성전자 첨단기술교육센터」를 설치하였으며 9월에는 美 캔자스대학과 대학원 복수학위과정을 설치했다. 2008년 9월 제 6대 전운기 총장이 취임했다. 2009년 3월 노동행정연수원(舊 한국노동교육원)을 설치하였으며, 대학은 7개 학부(18전공)로 대학원은 3개 대학원 5개 클러스터(11개 학과)가 된다. 2011년 11월 20주년을 맞아 KUT라는 영문 브랜드 명을 코리아텍(KOREA TECH)으로 변경했다.

## 대학 및 개설학과

### 학부
한국기술교육대학교는 단과대학 설치 없이 기계공학부, 메카트로닉스공학부, 전기전자통신공학부, 컴퓨터공학부, 디자인·건축공학부, 에너지신소재화학공학부, 산업경영학부 등 7개 학부를 편성하고 하위로 18개 전공을 편성하고 있다. 한편, 고용서비스정책학과와 HDR학과는 학부 편성 없이 독립 학과로 편제하고 있다.

### 대학원
한국기술교육대학교 대학원은 일반 1개원, 전문 1개원, 특수 1개원으로 구성한다. 일반대학원의 경우 석사 10학과, 박사 10학과 과정을 지원한다. 전문대학원의 경우 테크노인력개발전문대학원을 운영중이며, 인력개발학과 단일 학과 과정으로 석·박사 학위 과정을 운영하고 있다. 특수대학원으로 IT융합과학경영산업대학원을 설치 중이다.

## 교육 방침상의 특징

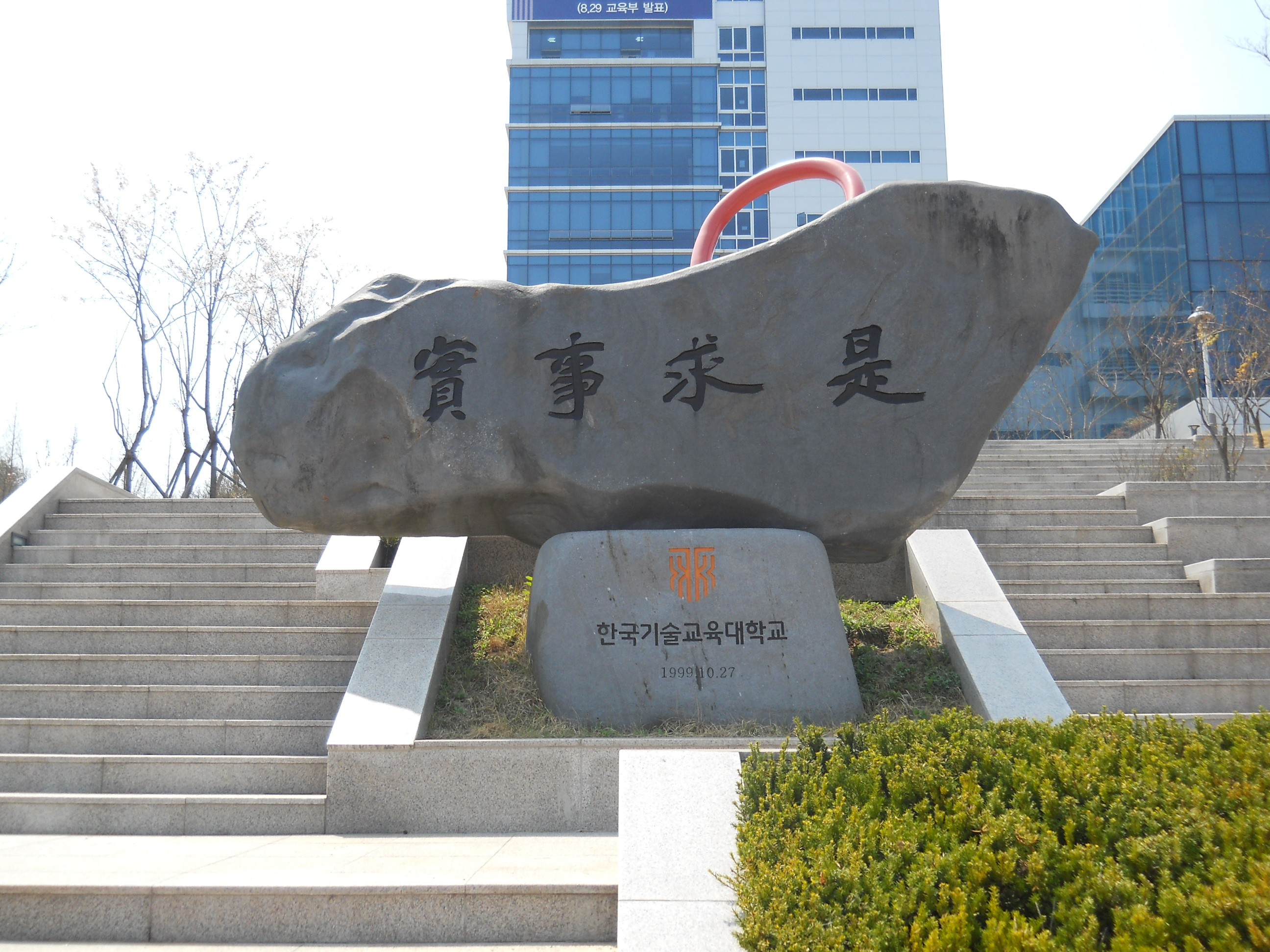
담헌실학관 앞에 위치한 교육이념 상징물 (실사구시)

한국기술교육대학교는 대학 설립의 취지와 특성 상, 전체 수업시간의 약 50%를 실험실습교육에 배정하고 졸업 요건으로 졸업연구실적물을 제출하도록 요구하며 매년 졸업작품전시회를 실시하는 특징이 있다.
한편, 한국과학기술교육대학교는 설립 당초 직업훈련교사 양성을 목적으로 하였기 때문에 모든 학부 과정에 대하여 직업훈련교사 3급 자격을 부여하고 있다.

### IPP 제도
한국기술교육대학교는 산업 현장에서 요구되는 실무 중심 인재 양성을 목표로 IPP(영어: Industry Professional Practice, 기업연계형 장기현장실습)제도를 시행한다. 학부 등 교과 과정의 일부를 산업체 현장에서 4개월에서 1년에 걸쳐 이수하도록 하는 기업연계형 장기현장실습 제도로서, 정규, 해외, 개별 등의 유형으로 나누어 실시하고 있다.
- 정규 IPP: 국내 기업체, 관공서, 연구소에서 실시. 3학년 6개월, 4학년 4개월, 총 1년 동안 이수.
- 해외 IPP: 해외 연구기관, 기업체에서 실시. 4개월 또는 6개월 동안 이수.
- 개별 IPP: 학생이 기업을 발굴하여 해당 기업에서 실습하는 유형. 4개월 또는 6개월 동안 이수.

### 장학 제도
| 5년간 등록금 및 1인당 장학금 현황(학부) | 5년간 등록금 및 1인당 장학금 현황(학부) | 5년간 등록금 및 1인당 장학금 현황(학부) |
| 연도                                    | 평균 등록금                             | 재학생 1인당 장학금                     |
| --------------------------------------- | --------------------------------------- | --------------------------------------- |
| 2012                                    | 4,677,000원                             | 1,367,000원                             |
| 2013                                    | 4,616,000원                             | 1,979,000원                             |
| 2014                                    | 4,556,000원                             | 2,797,000원                             |
| 2015                                    | 4,535,000원                             | 3,402,000원                             |
| 2016                                    | 4,517,000원                             | 3,753,000원                             |

## 학생 활동

### 학내 언론

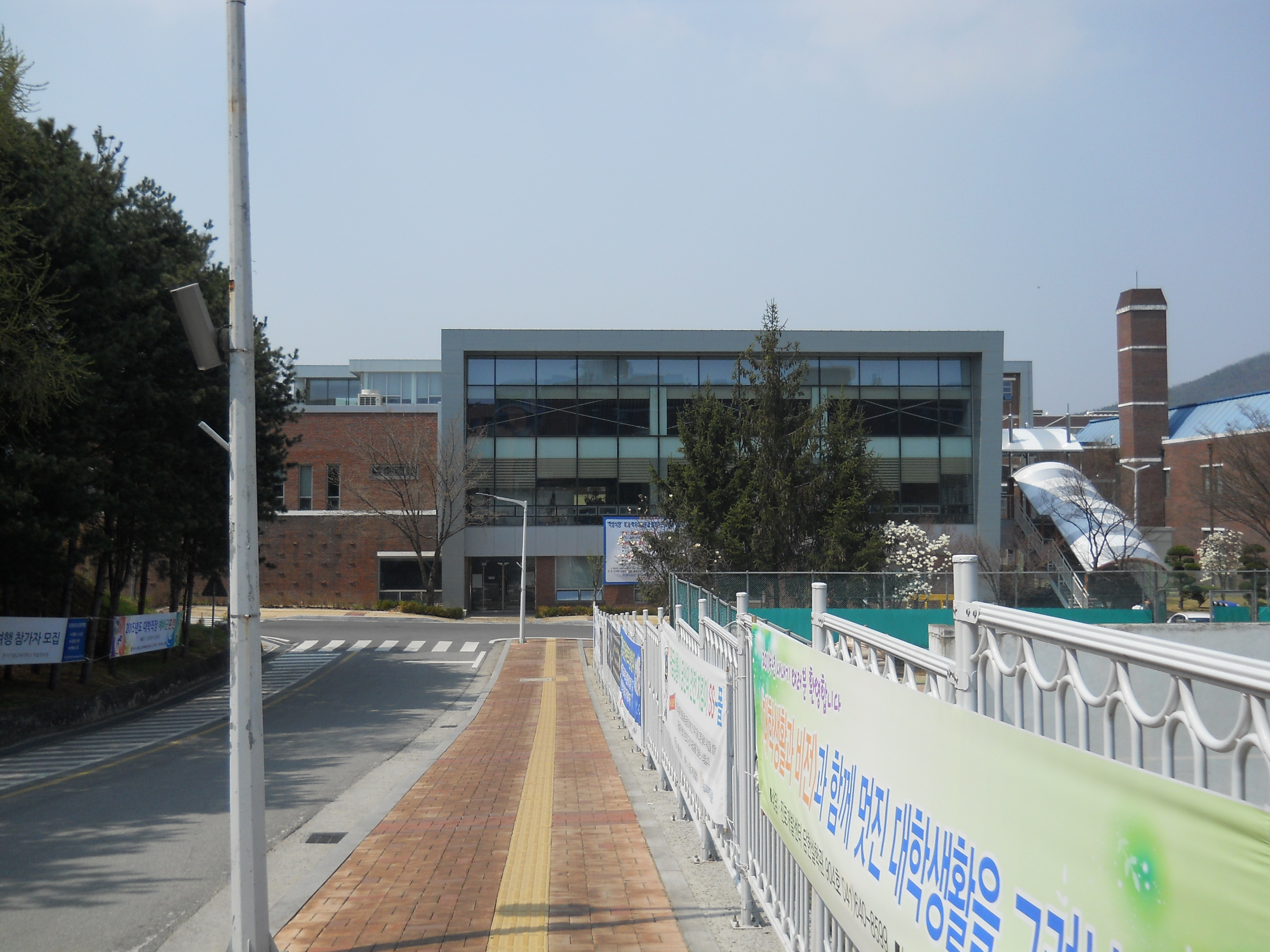
학내 언론이 입주한 학생회관 뒷편

- 신문사: 한국기술대학교 신문사(KOREA TECH PRESS)는 1998년 대학 산하 비법정 부속기관으로 신설되었다.
- 교양방송국: 한국기술교육대학교 교양방송국 KCBS는 1992년 총학생회 산하 방송부로 개설되어 1997년 교양 방송국으로 승격되었다. 평일 점심과 저녁 시간 대 두 차례 라디오 방송을 진행하며, 교내소식을 전하는 뉴스 영상을 주 1회, 3개의 기사를 포함하여 제작 및 송출한다. 기타 가요제 및 방송제를 주관하고 취재한다.
- 교지편집위원회: 한국기술교육대학교 교지인 《한기인》(韓技人)을 편찬한다.

## 캠퍼스 풍경

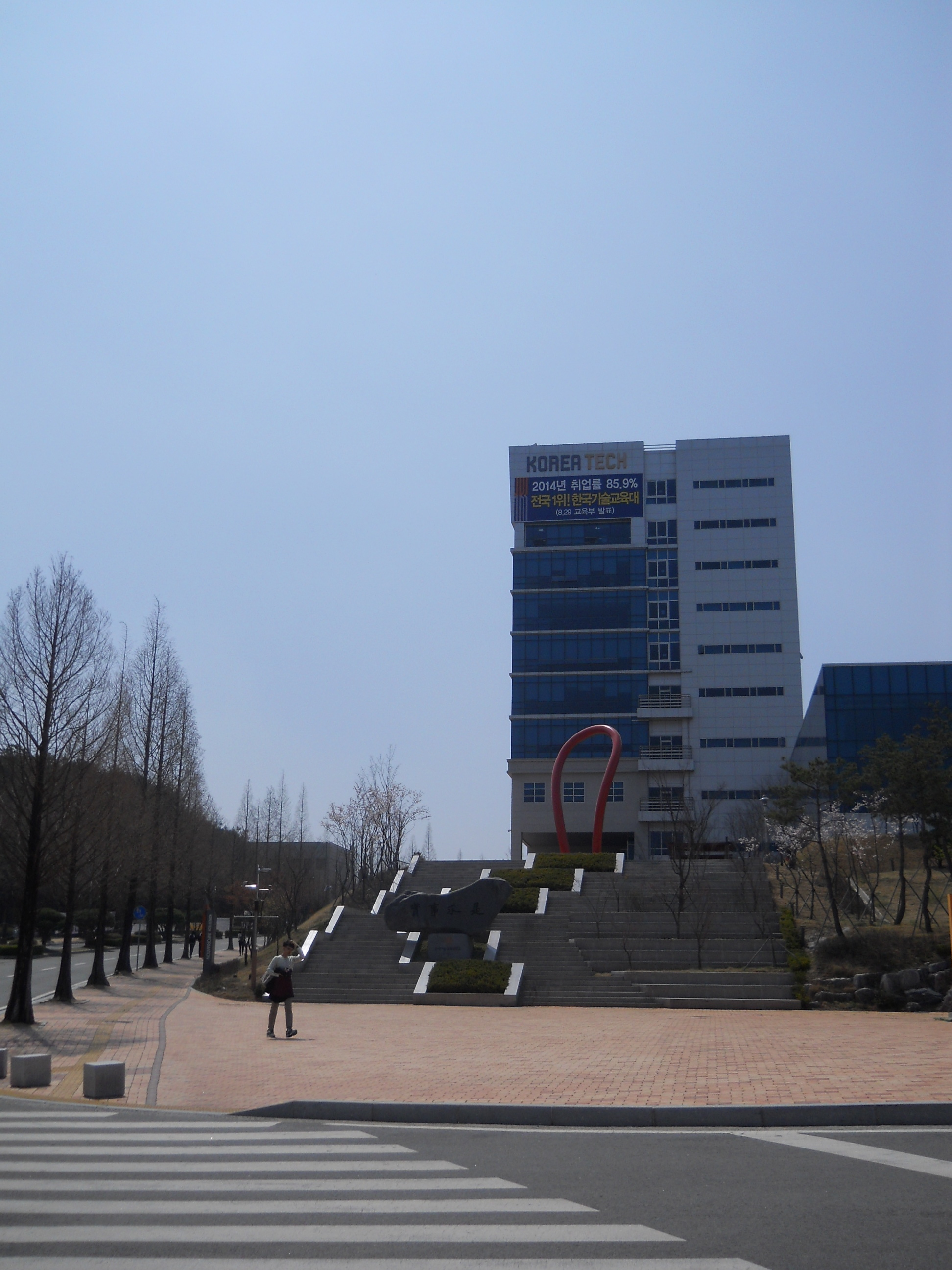
제1캠퍼스 담헌실학관 전경

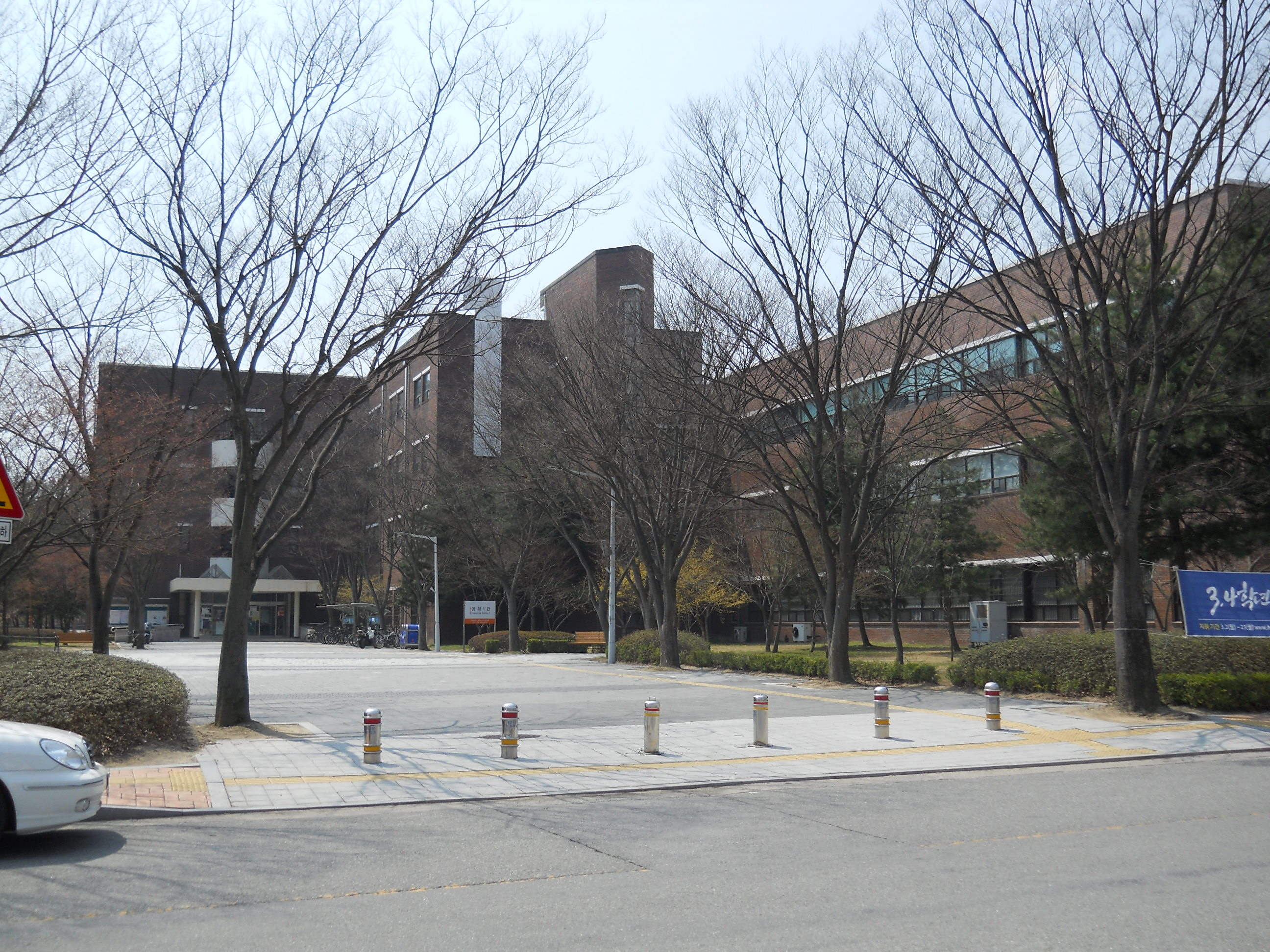
제1캠퍼스 공학 1관 전경

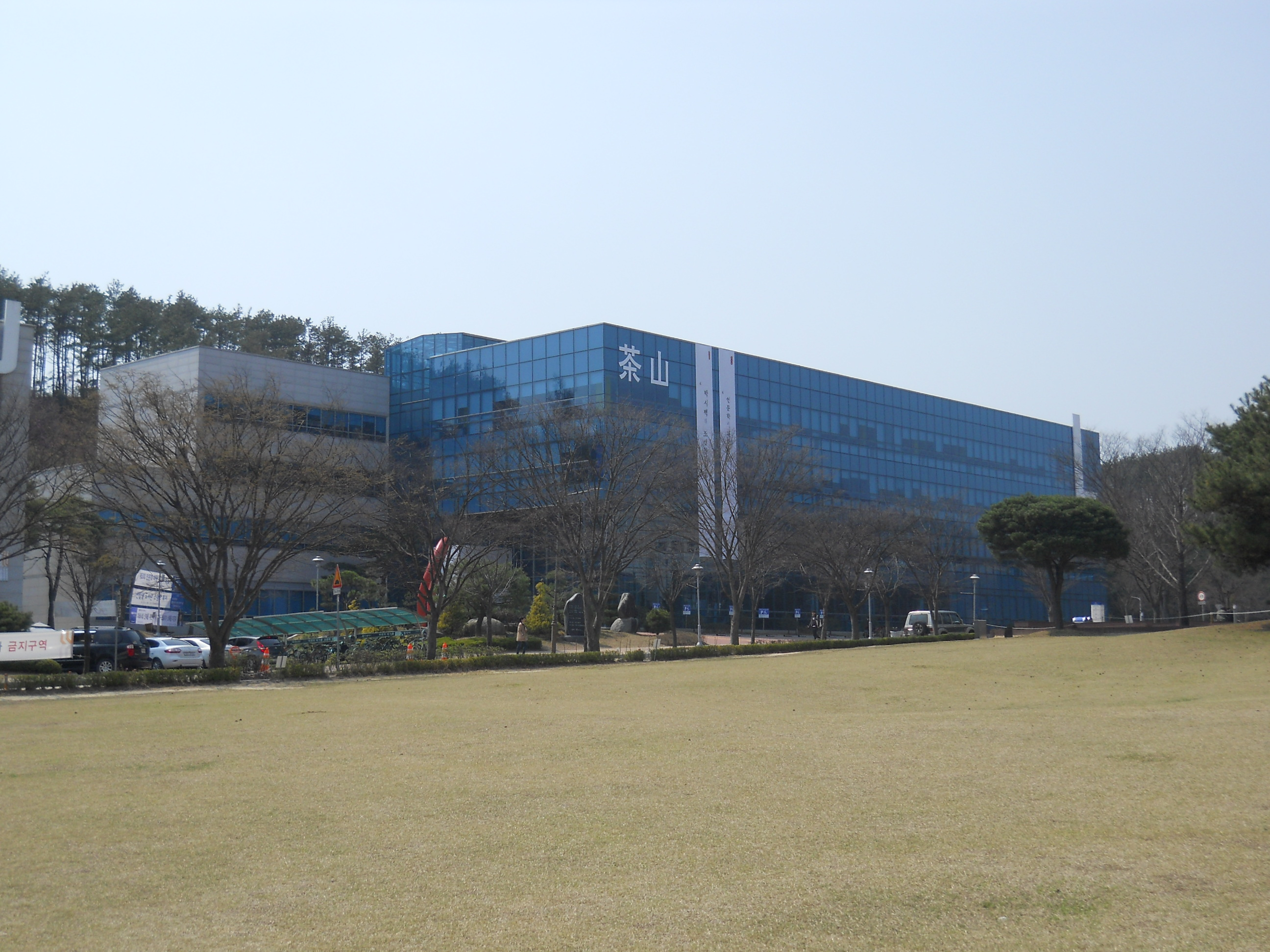
제1캠퍼스 다산정보관 전경

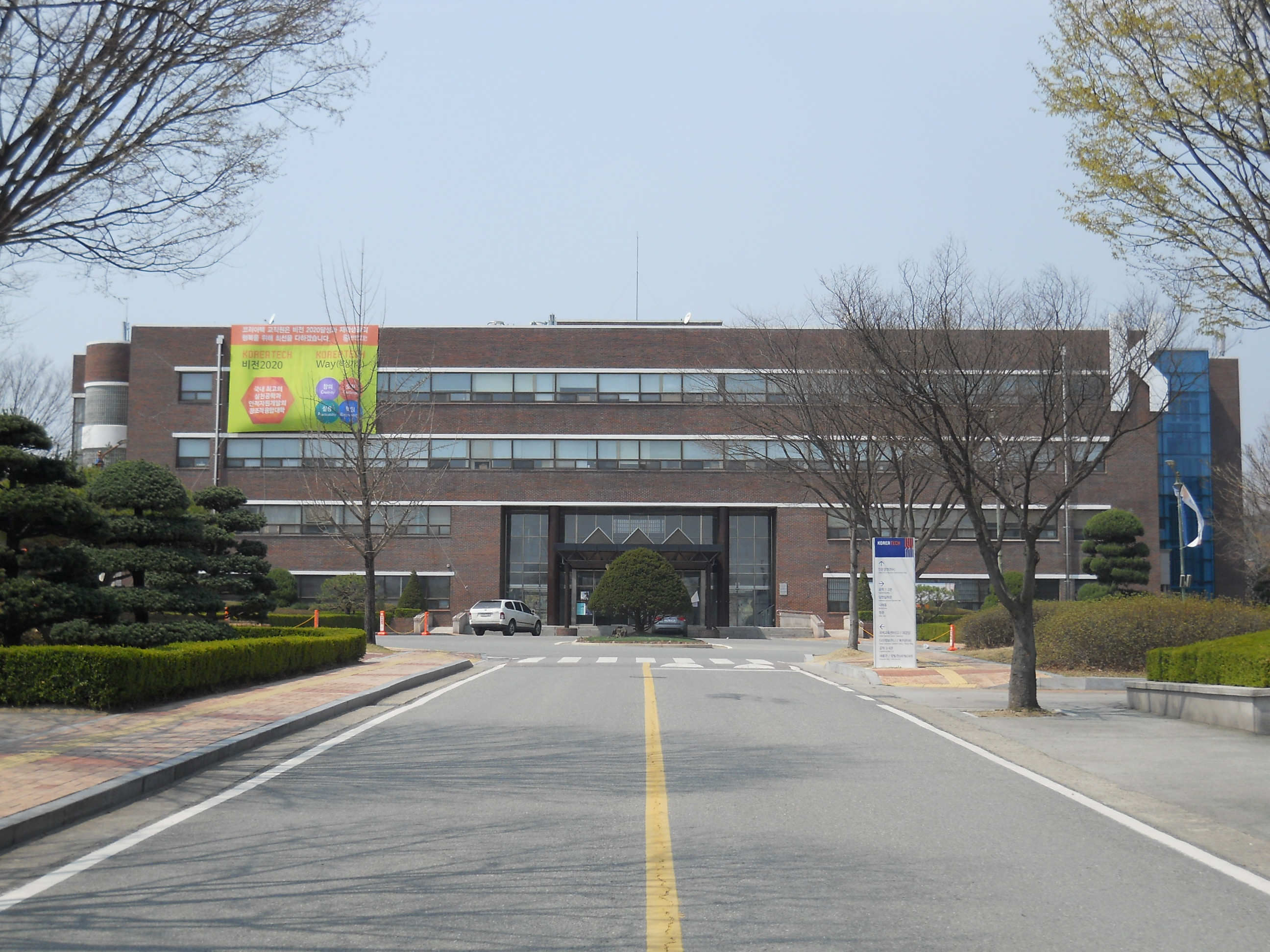
제1캠퍼스 인문경영관 전경

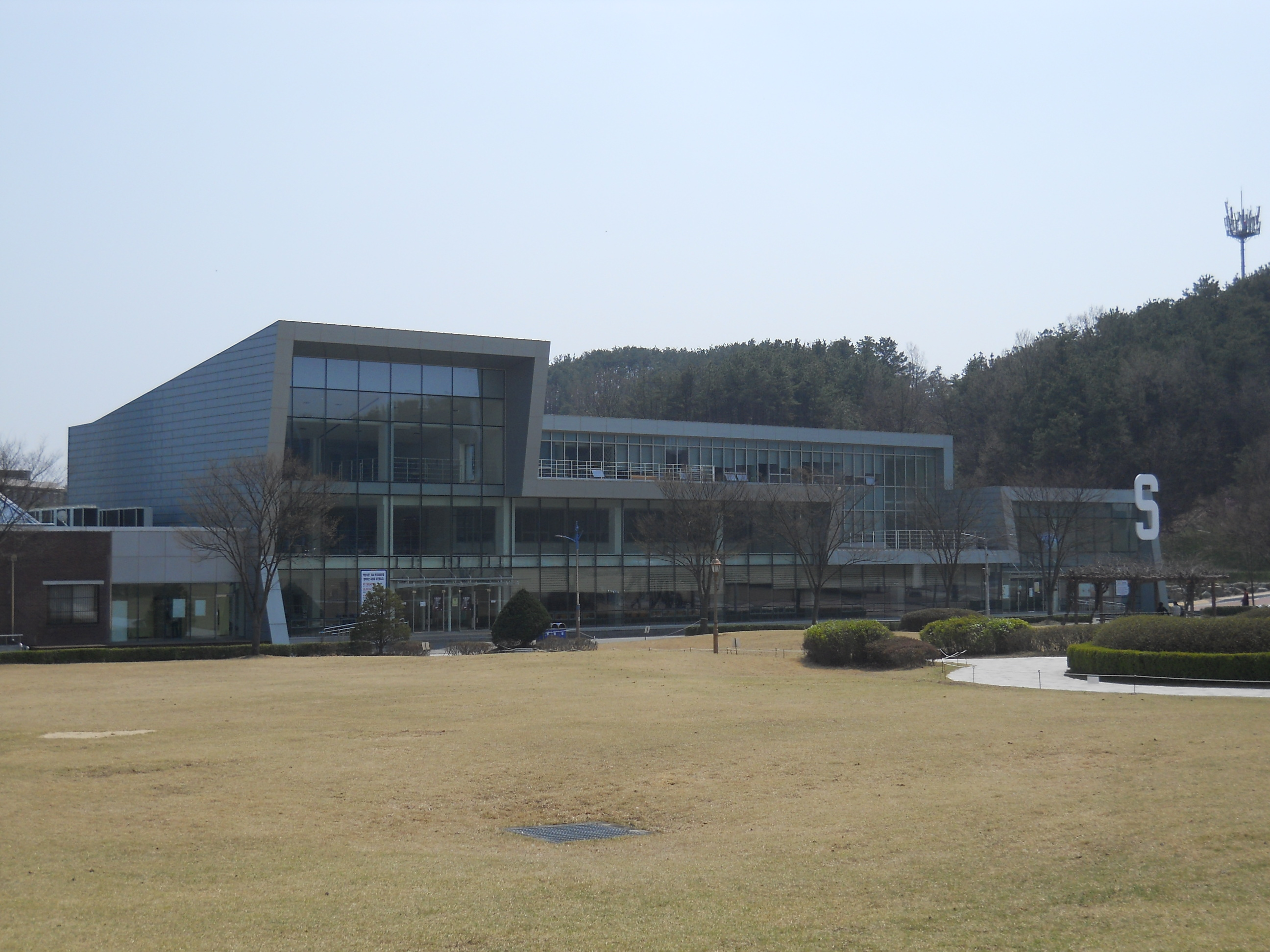
제1캠퍼스 학생회관 전경

한국기술교육대학교는 충청남도 소재 사립 대학으로, 천안시에 모든 캠퍼스가 소재한다. 제1캠퍼스의 경우 동남구, 제2캠퍼스의 경우 서북구에 위치한다.

### 제1캠퍼스
한국기술교육대학교 제1캠퍼스는 가전리에 위치한다. 설립 준비 당시 제1캠퍼스가 경상남도 창원시 일대에 조성될 예정이었지만, 해당 지역 일부 대학생들의 반발로 인해 부지를 변경하여 1990년에 현재 위치에 조성되었다. 대학본부 역할을 수행하는 캠퍼스인 만큼, 약 35동의 건축물이 위치한다.
캠퍼스는 텔레토비 동산이라고 불리는 잔디밭을 중심으로 'ㅅ'자를 이루고 있다. 북서부에는 정문 및 주요 교육 시설이 위치해있으며, 텔레토비 동산 부근 및 남동부에는 기숙사 시설과 복지시설이 자리잡고 있다. 남서부에는 능력개발교육원으로 사용했던 건물인 공학 4관을 제외하면 캠퍼스 컴퍼니, 국제학사, 연수 시설과 같은 대학 외부와 교류하는 기능을 담당하는 시설들이 주로 들어서있다.

#### 주요 건축물
- 대학본부(A): 지하 1층, 지상 3층 규모의 건축물로 대학 운영에 필요한 대부분의 부서가 입주해 있다.
- 담헌실험관(5): 지하 1층, 지상 9층 규모의 건축물로, 2012년 7월 준공되었다. 약 1,200명 수용 가능한 담헌홀과 각종 대학 부서 등이 입주해 있다. 실학자 홍대용의 호(號)인 담헌에서 명칭을 따온 것으로 알려져 있다.[29][30]
- 공학1관(1): 지하 1층, 지상 4층으 규모의 건축물로, 1993년 준공된 이후 부족한 실험실과 강의실을 확충하기 위해 2009년과 2011년 두 차례 증축된 바 있다. 현재는 기계공학부와 메카트로닉스공학부, 전기전자통신공학부에서 사용하고 있다.
- 다산정보관(L): 지하 1층, 지상 4층 규모의 건축물로 2009년 8월 준공되었다. 소강당인 다산홀과, 열람실 등 도서관이 입주해 있다.
- 인문경영관(K): 지상 4층 규모의 건축물로 1991년 준공되었다. 본래 대학본부 건물로 사용되다가 2000년 12월 대학본부동 완공으로 현재의 역할로 전용되고 있다. 현재 교양학부와 산업경영학부가 입주하여 사용 중이다.

#### 기타 건축물
- 국제교육센터(G): 본래 다산정보관이 입주해 있던 건축물로써, 지하 1층, 지상 3층으로 1997년 준공되었다. 2010년부터 현재의 목적으로 전용되고 있으며, 외국어 학습과 유학생을 위한 시설 등으로 사용 중이다.
- 학생회관(S): 학생 편의시설과 학생식당, 교직원식당, 연수원식당 등이 위치한다.
- 중앙공원: 텔레토비 동산으로도 불리며, 캠퍼스의 중심부에 위치한 운동장에 대하여 입지여건을 고려하여 1999년에 잔디와 수목을 식재하고 공원으로 조성하였다.

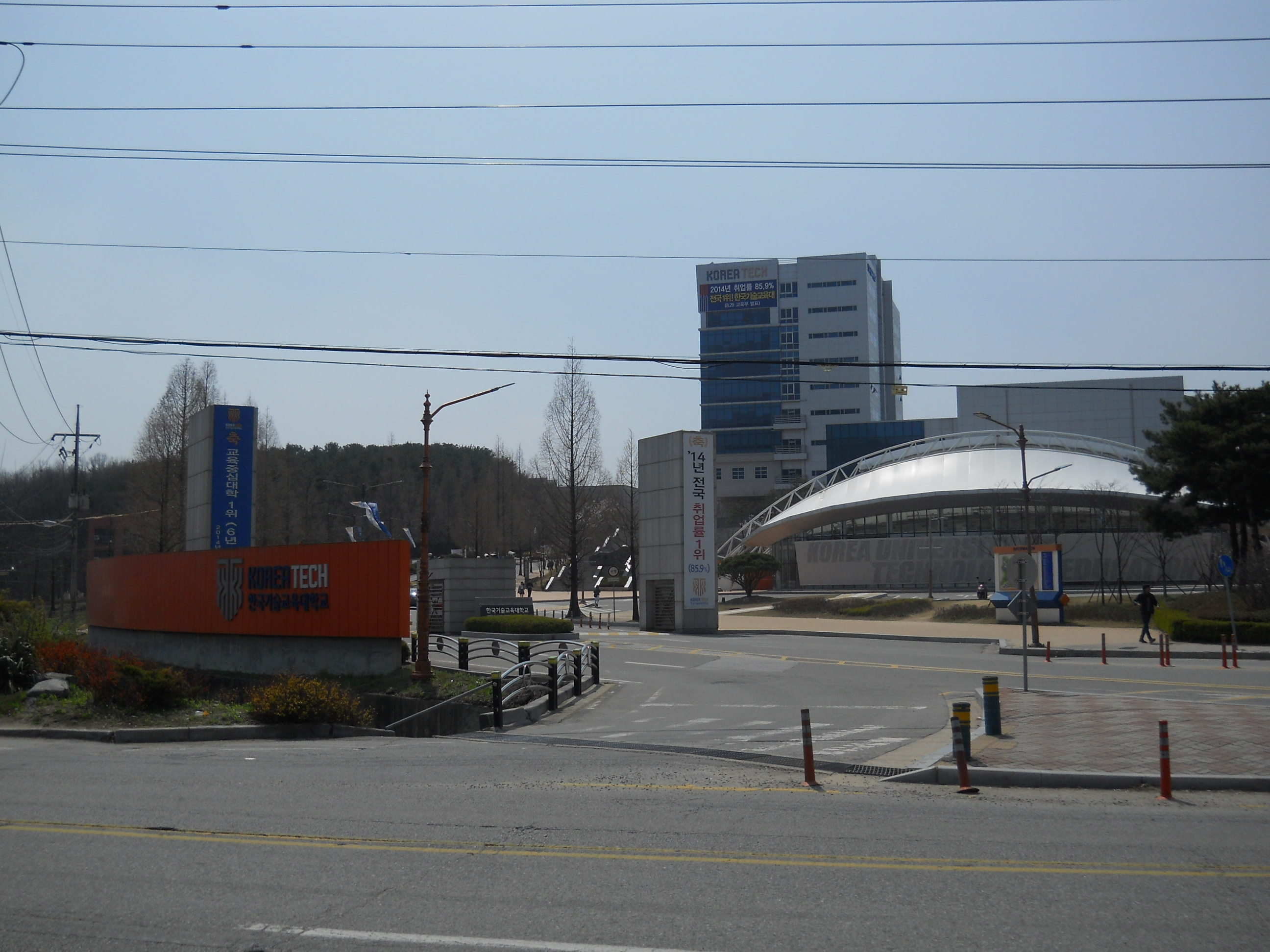
정문 전경
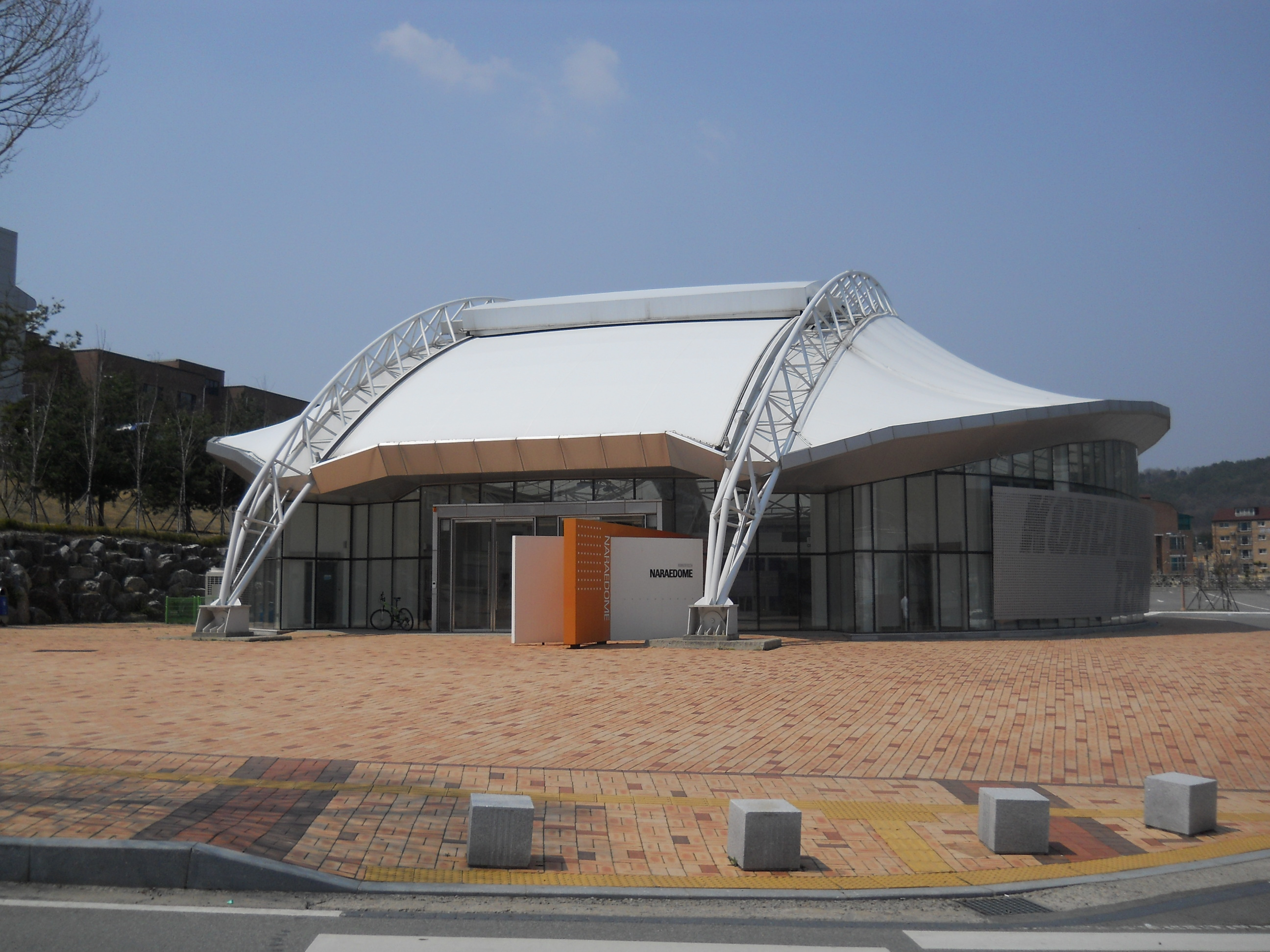
나래돔
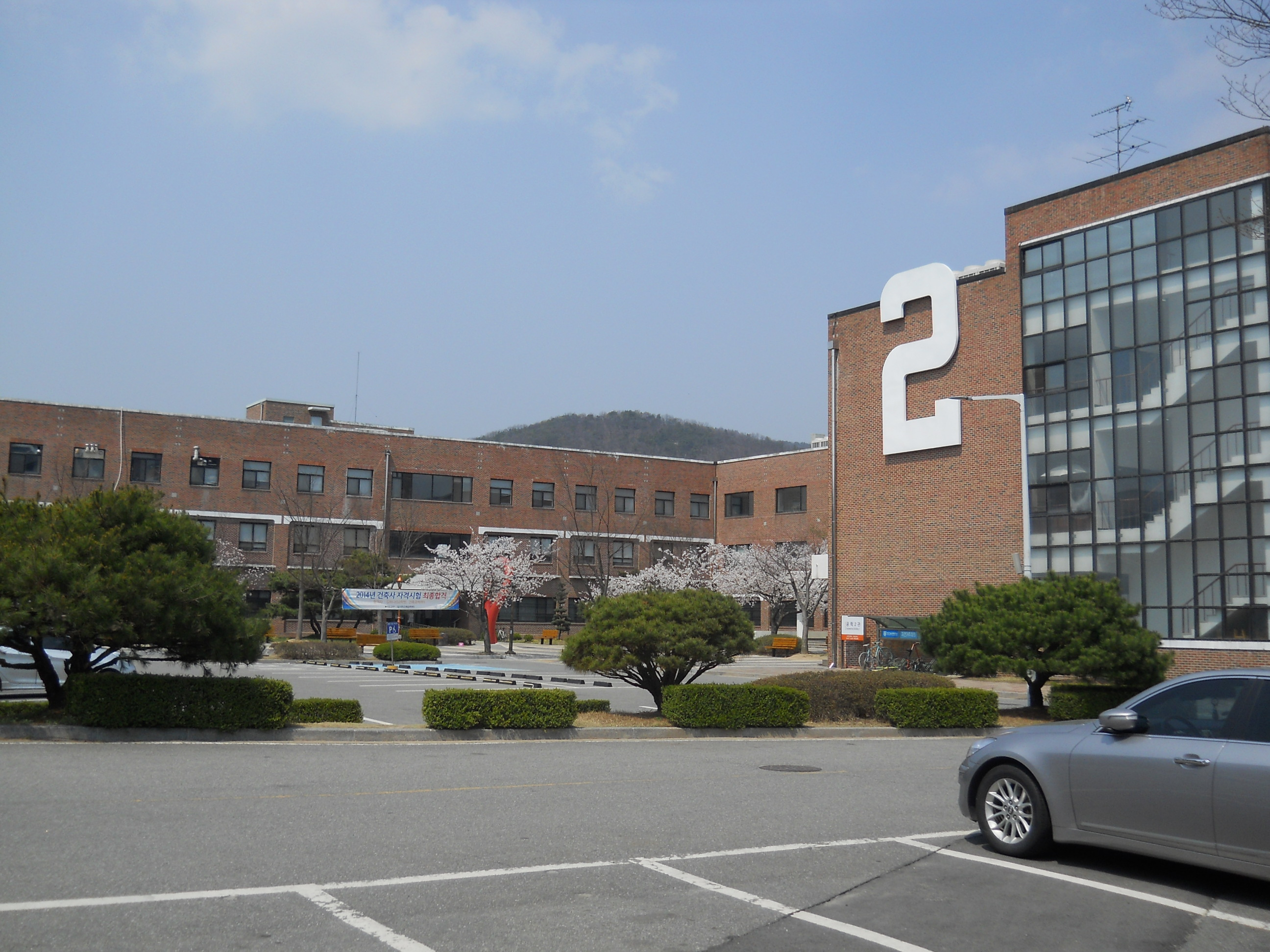
공학2관
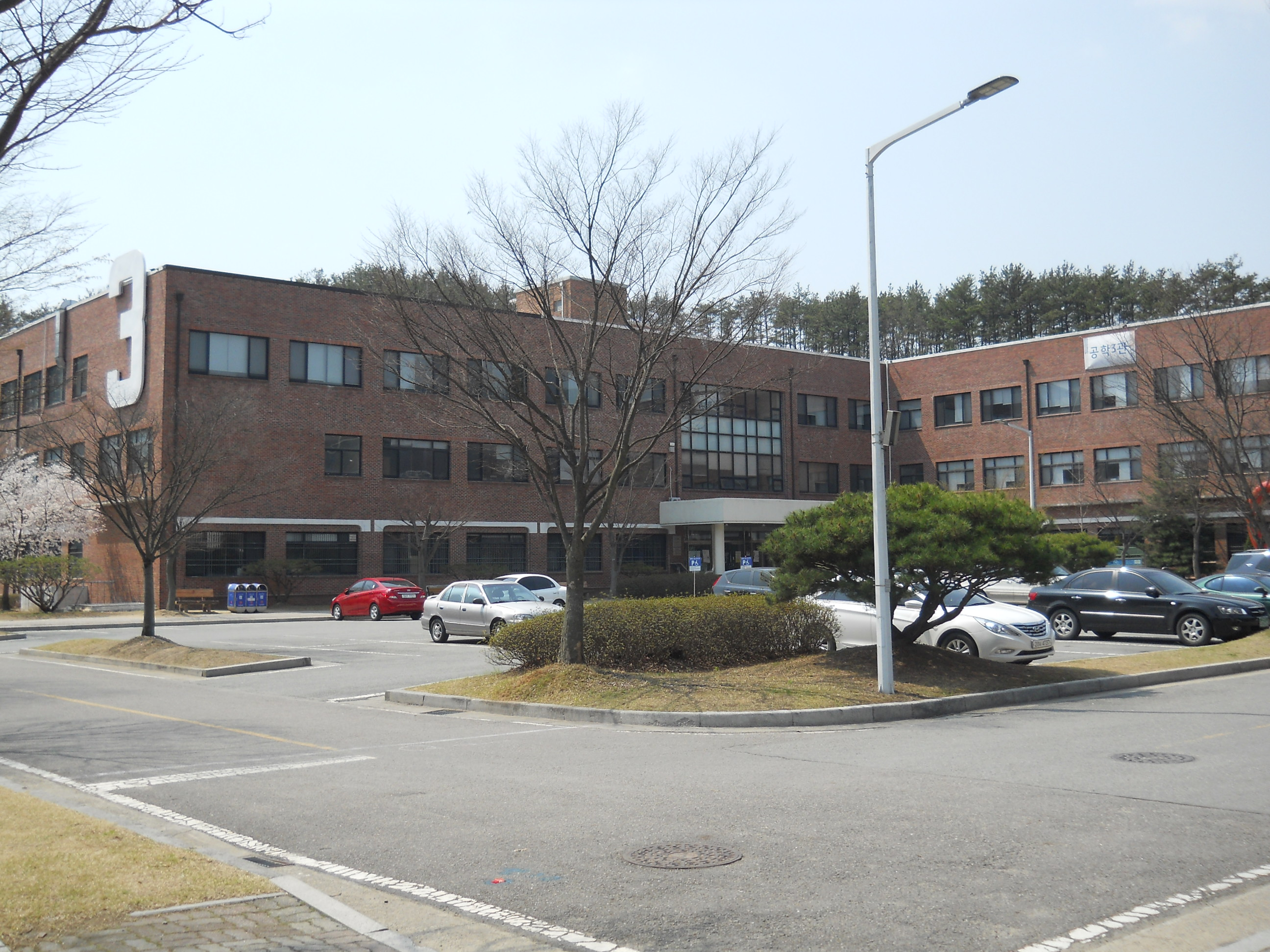
공학3관
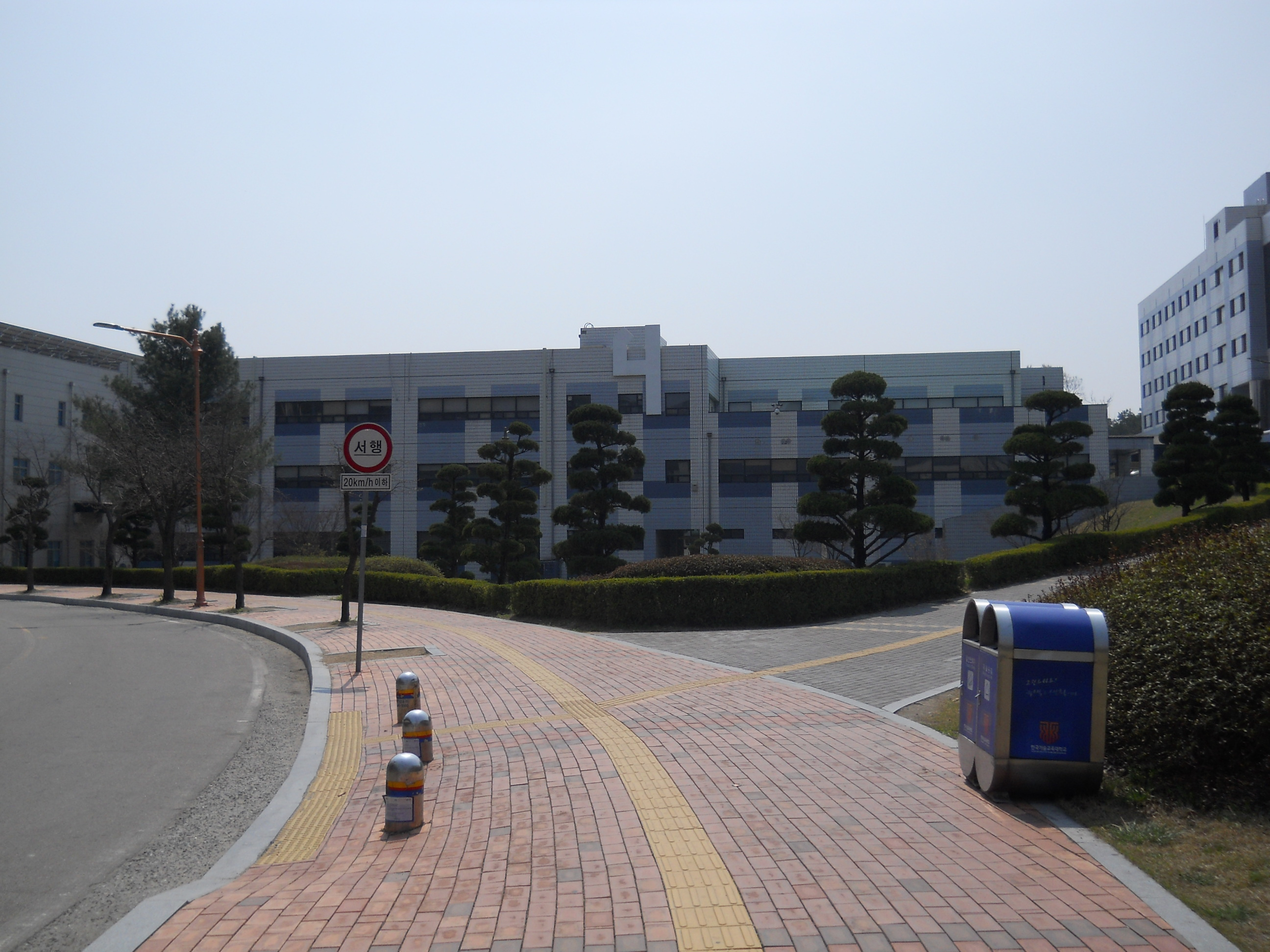
공학4관
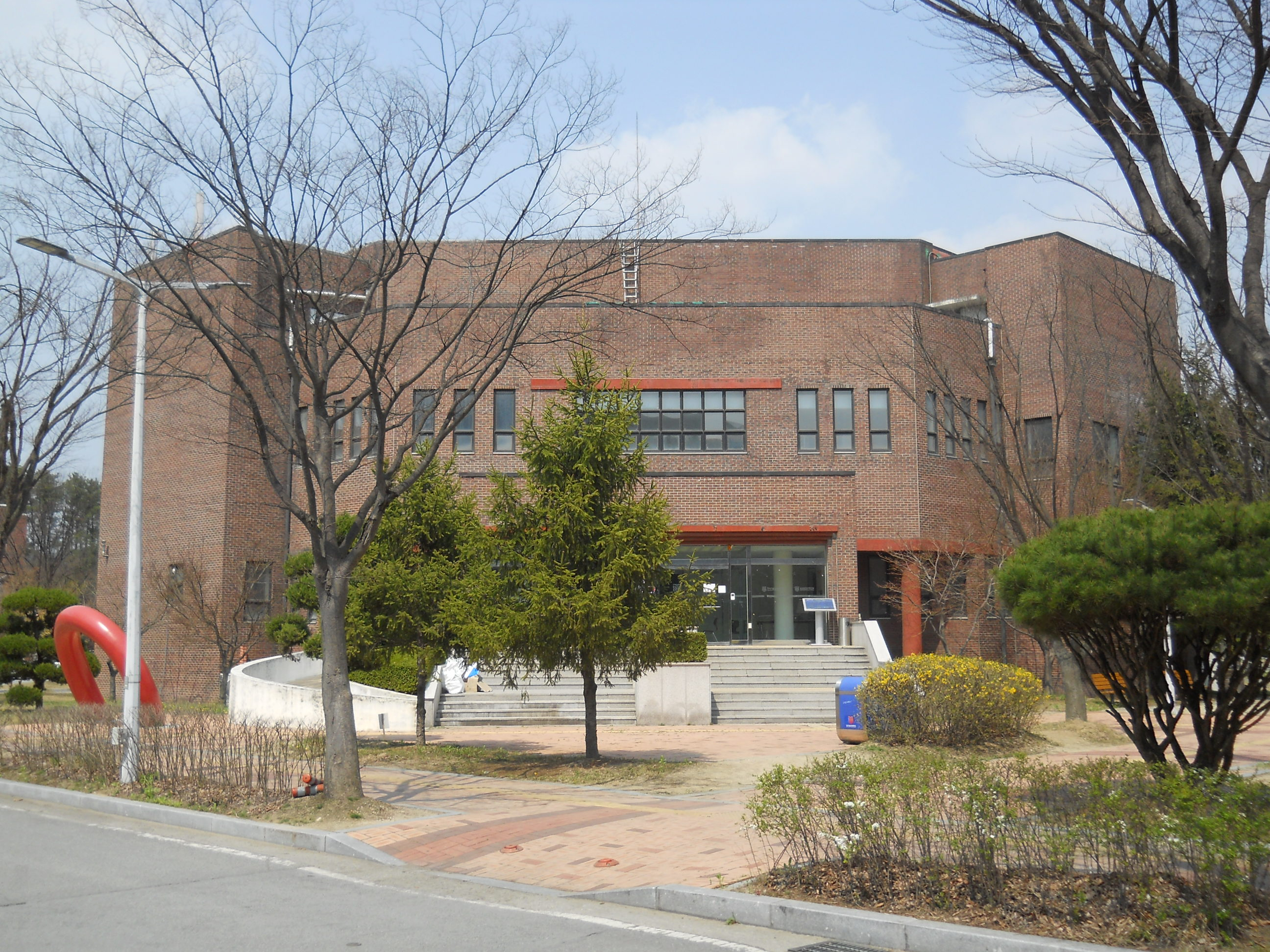
강당
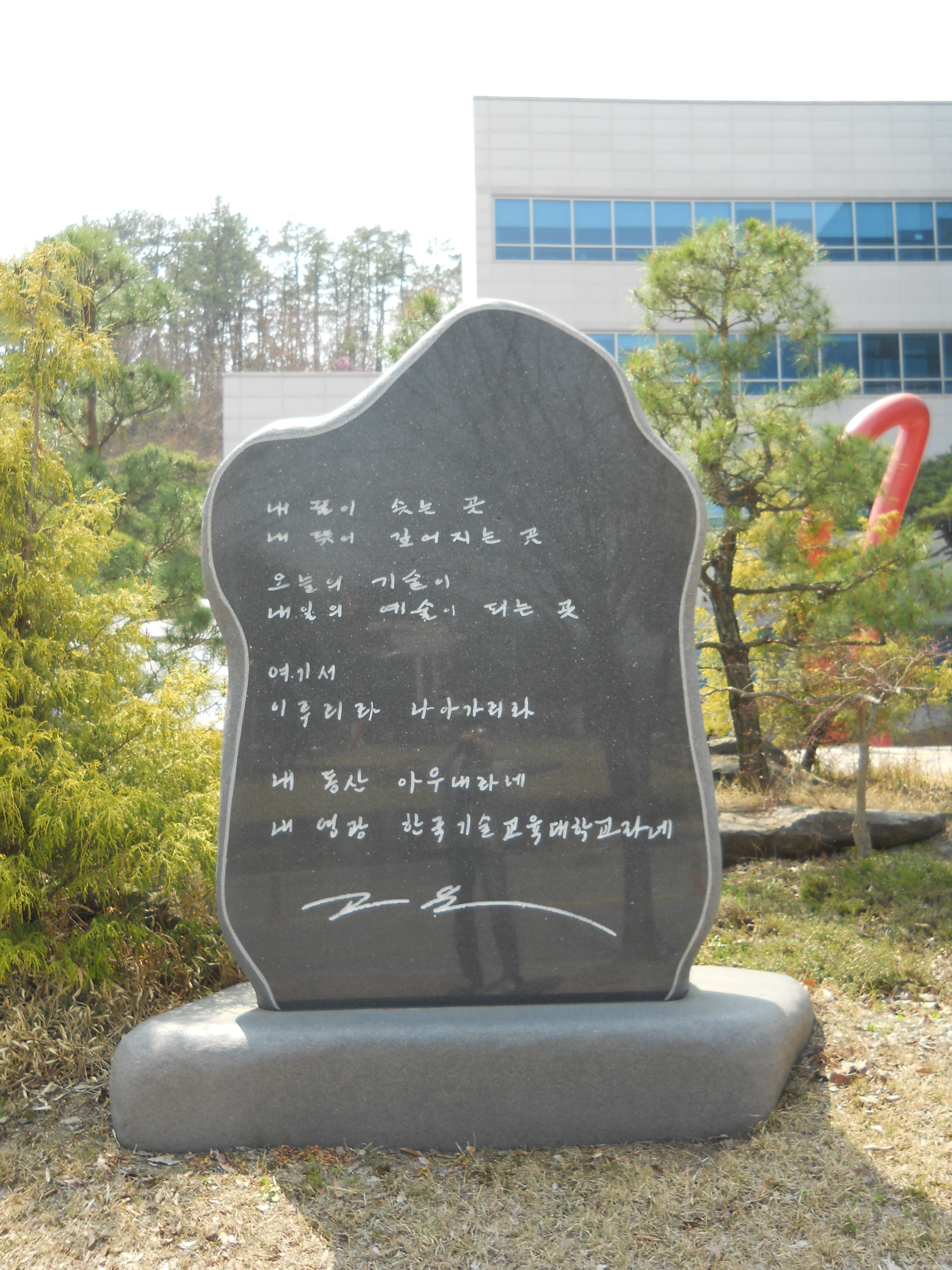
고은 시비
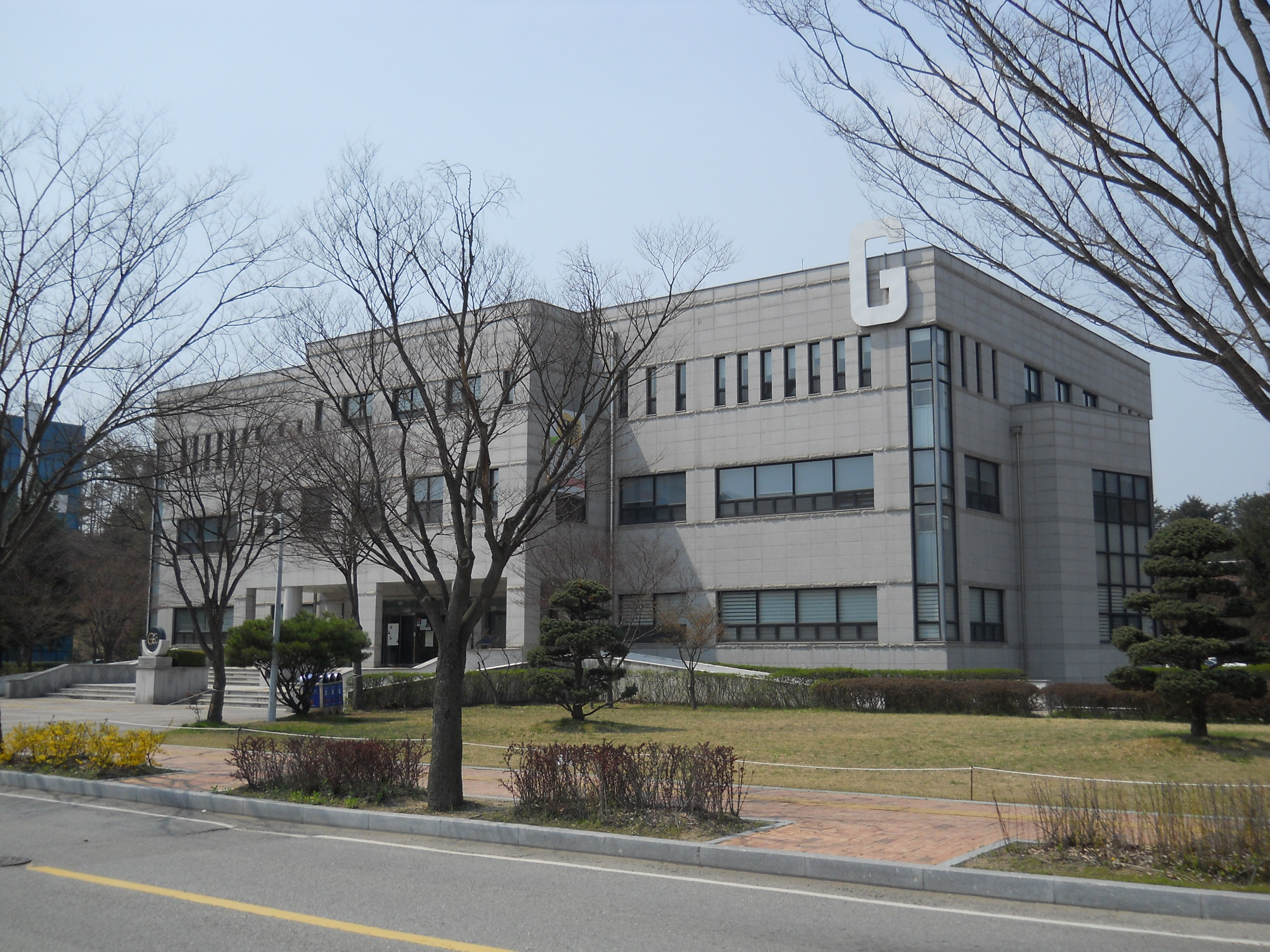
국제교육센터
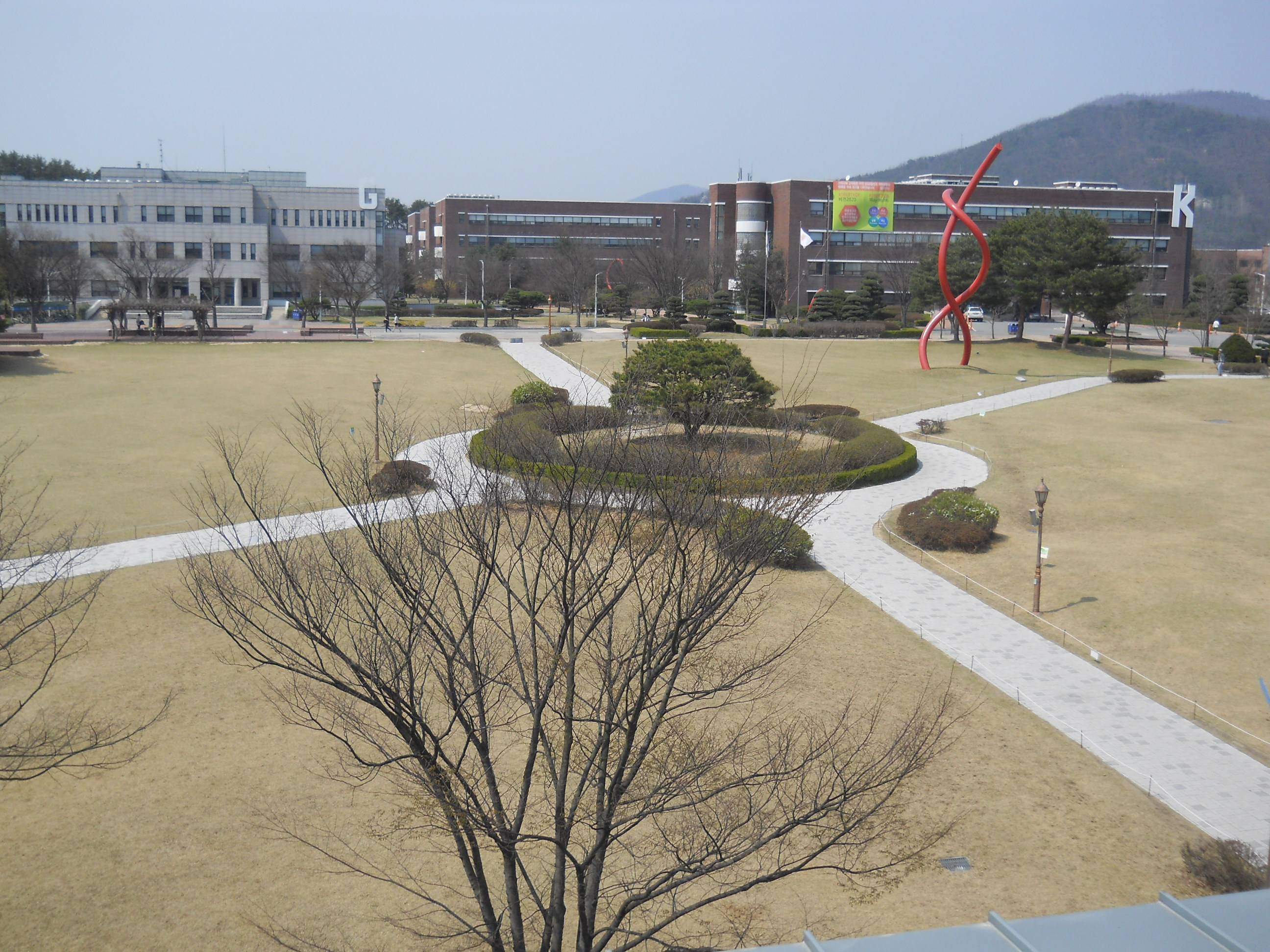
중앙공원(텔레토비 동산)
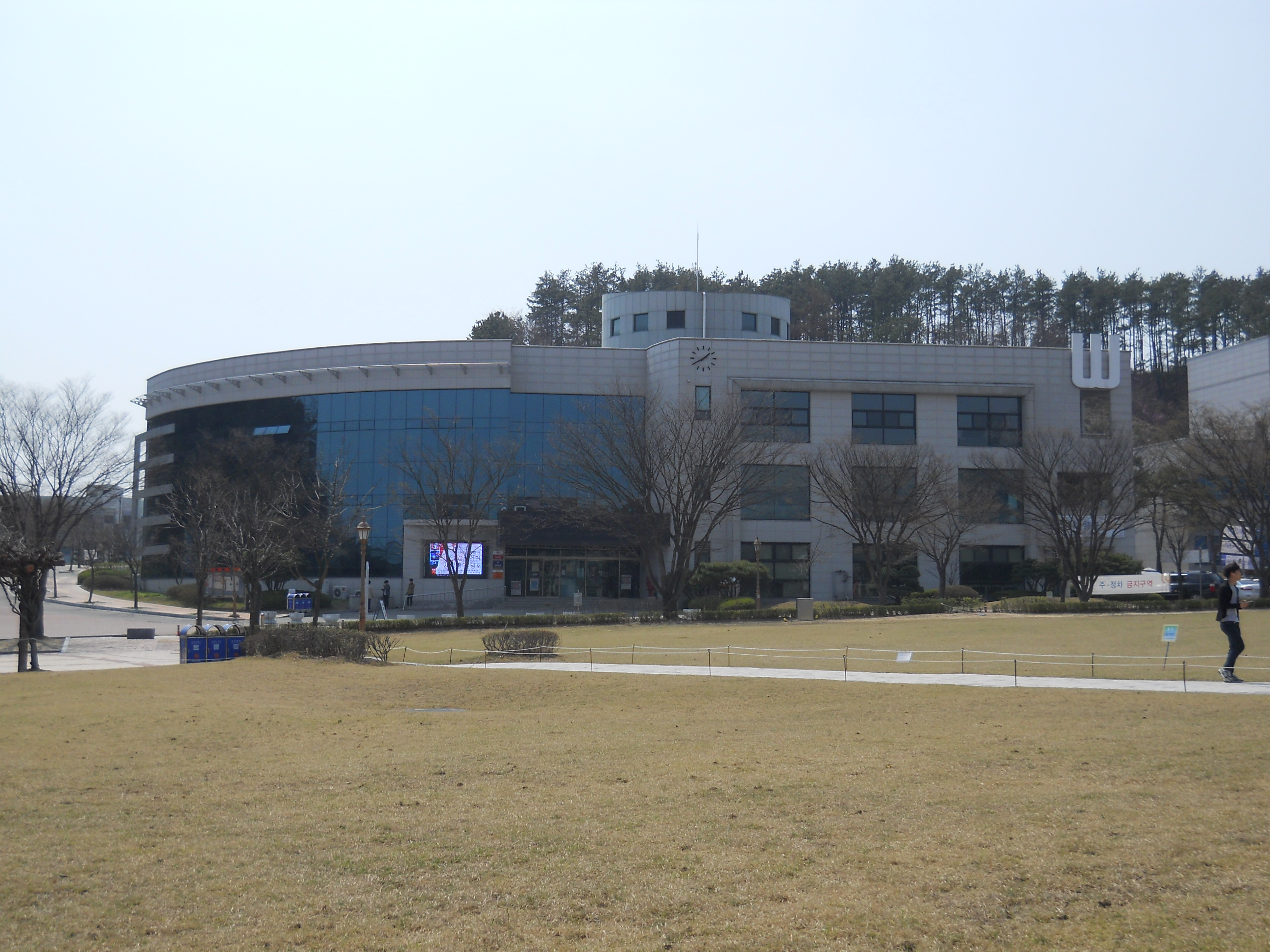
복지관
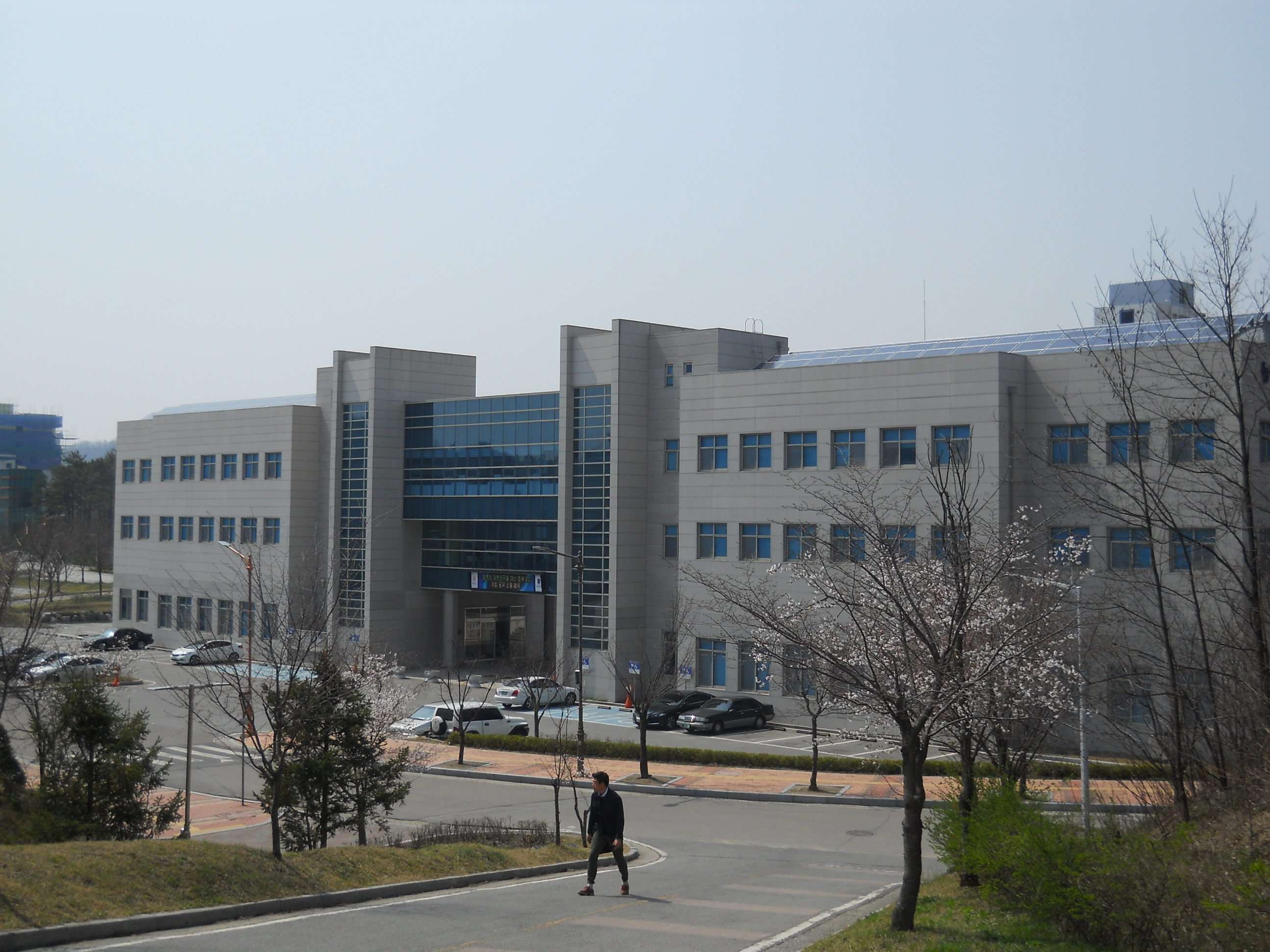
새롬관
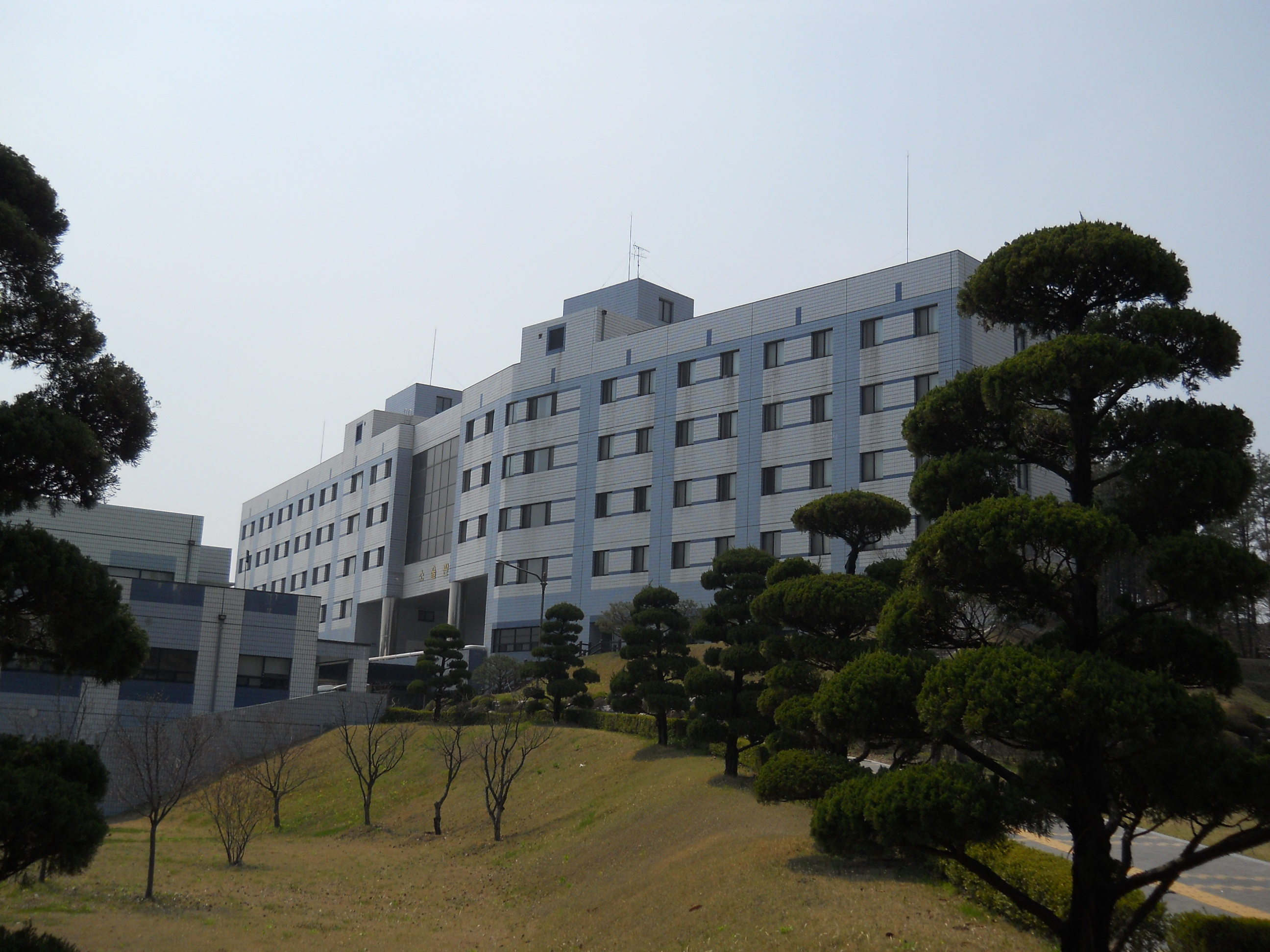
소울관
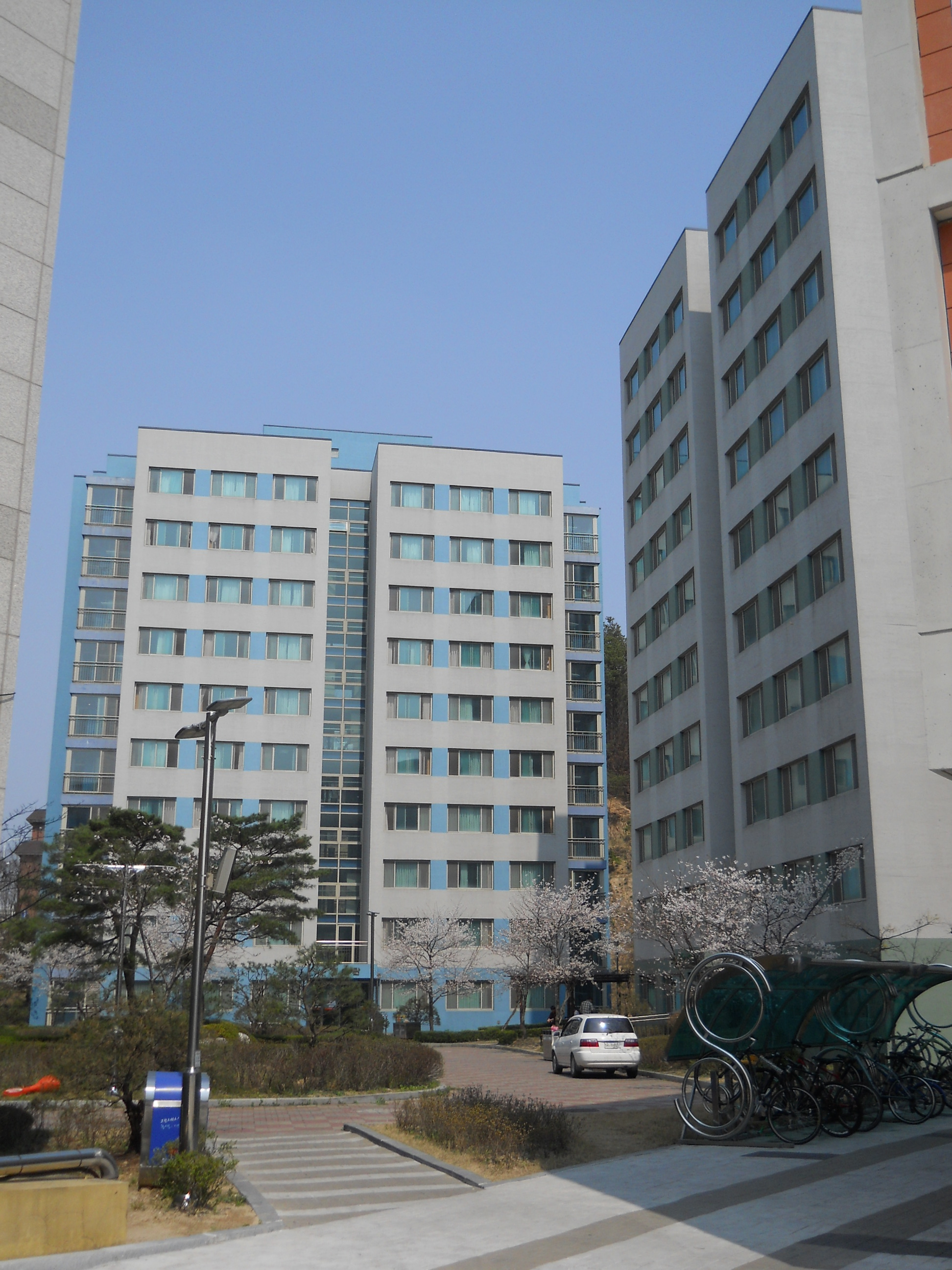
청솔관과 국제학사
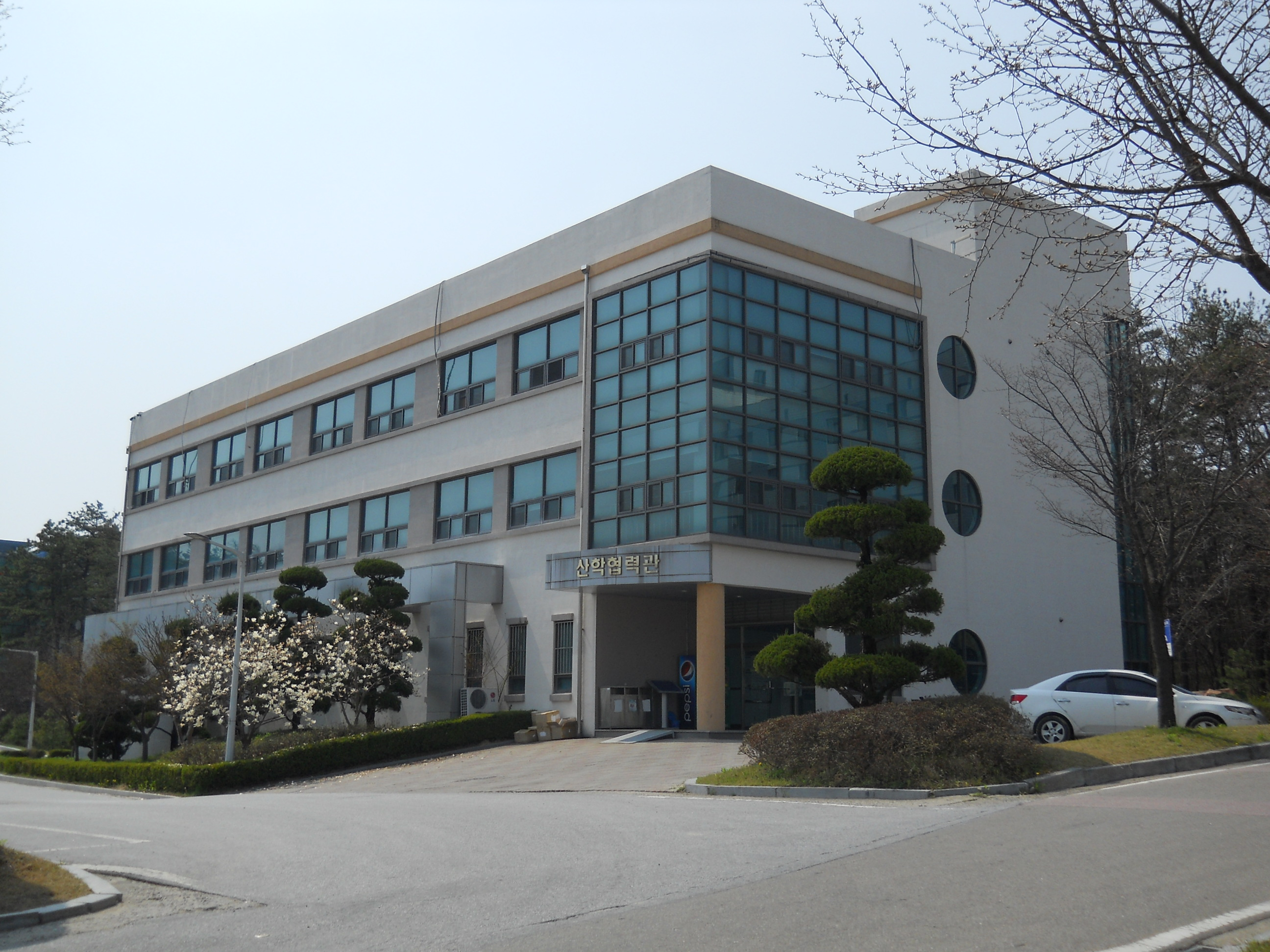
산학협력관
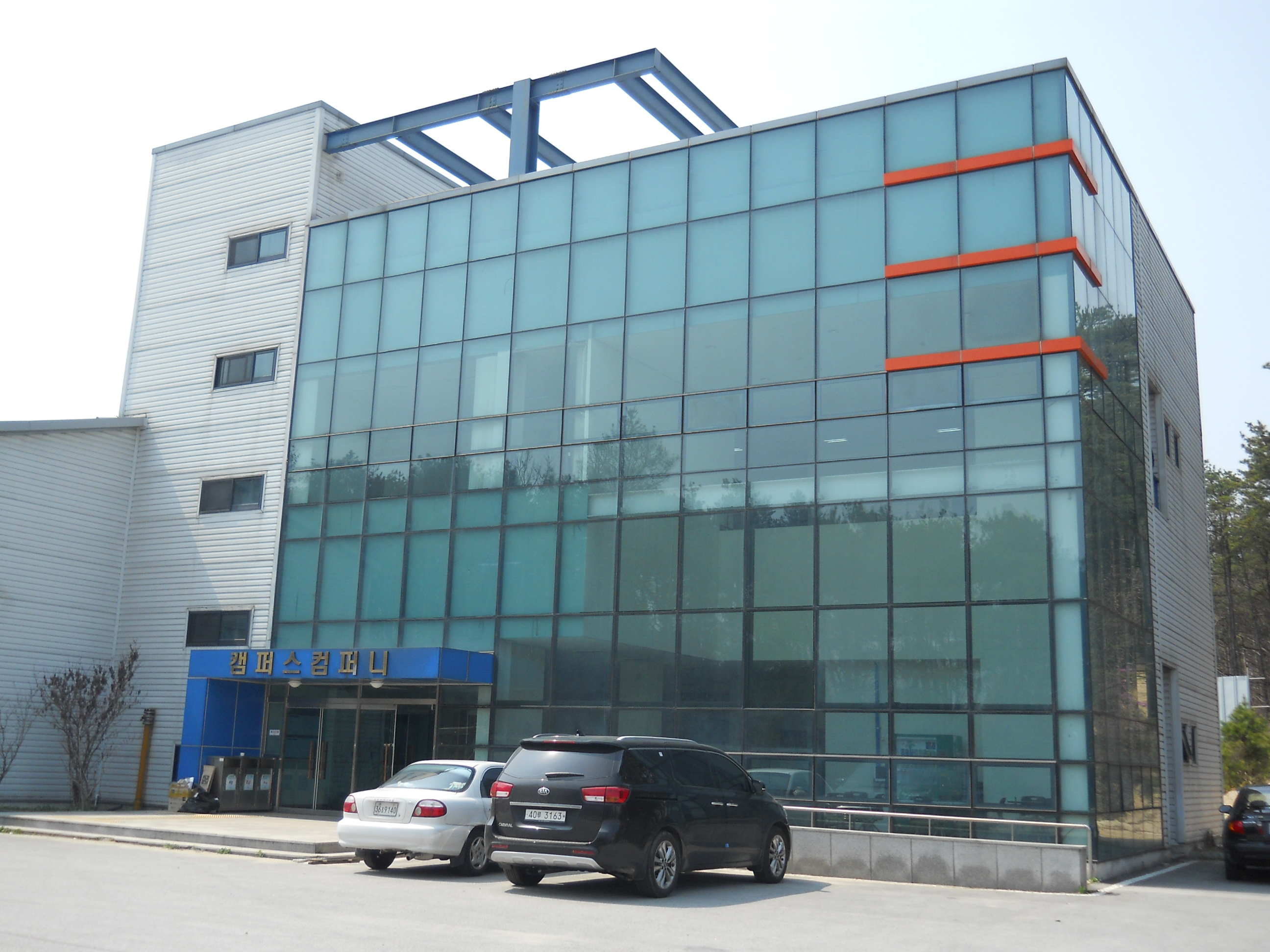
캠퍼스 컴퍼니
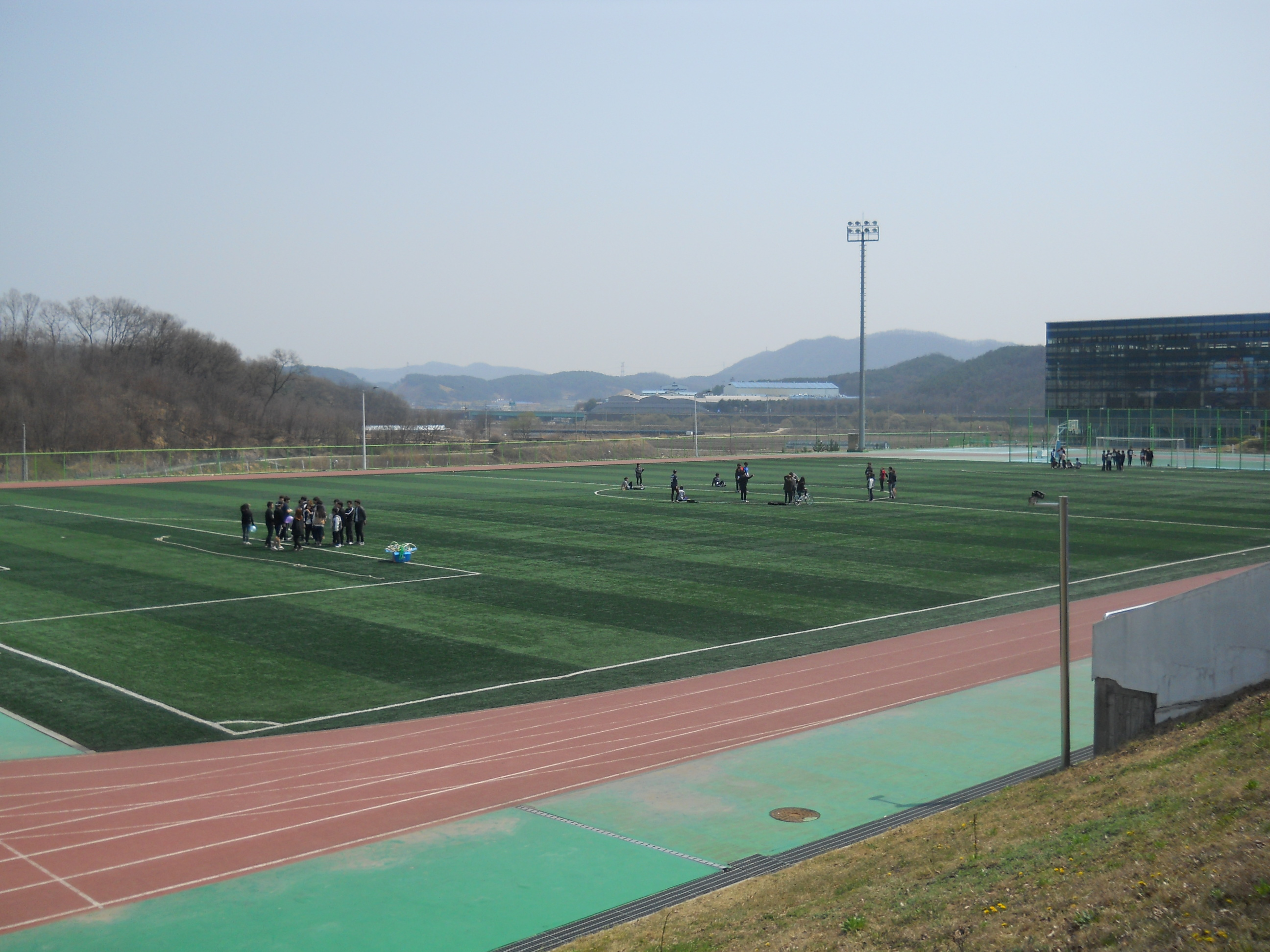
운동장
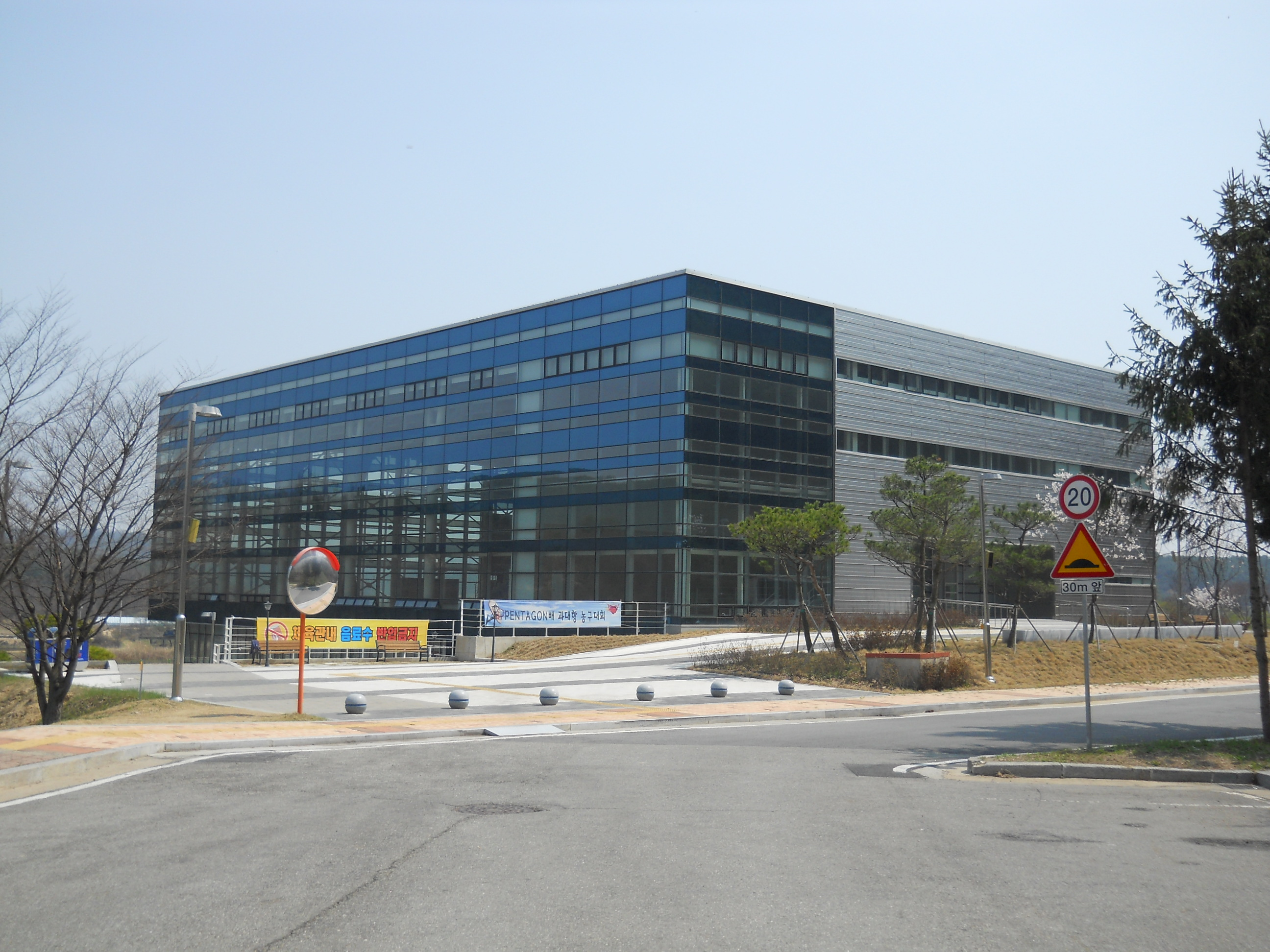
체육관
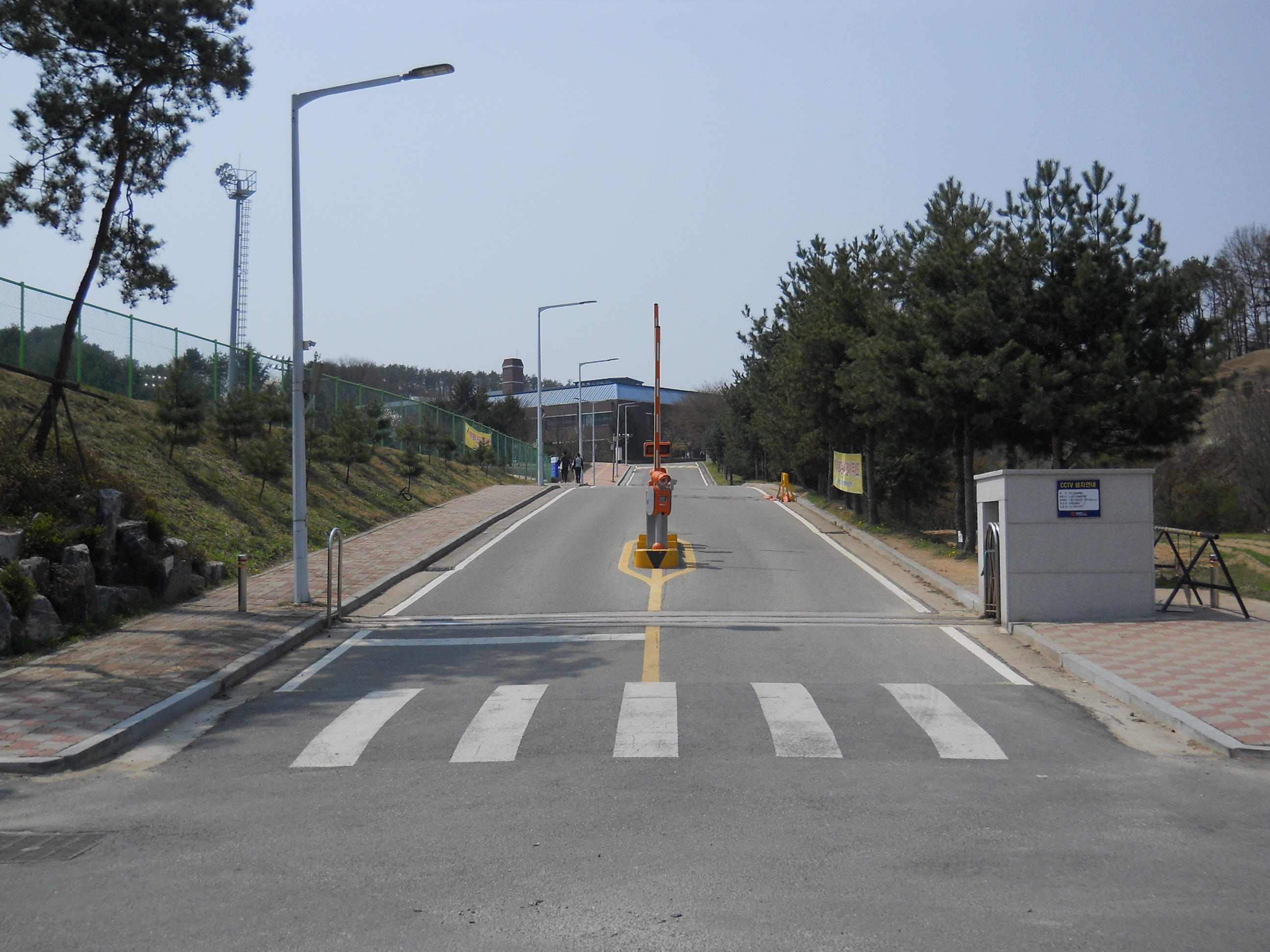
후문

### 제2캠퍼스
한국기술교육대학교 제2캠퍼스는 부대동에 위치한다. 2006년에 새롭게 설립한 이원화 캠퍼스로, 2동의 건축물만이 위치하여 능력개발교육원과 산학협력안이 입주해 있다.

### 기타 대학 시설
한국기술교육대학교가 설립·소유·운영 등에 있는 시설에는 캠퍼스 외부에 위치한 시설도 있다. 서울특별시 중구 퇴계로 일대에 부속기관으로 둔 직업능력심사평가원이 입주해 있다.